# Cyclophora simplificaria
Cyclophora simplificaria là một loài bướm đêm trong họ Geometridae.